# Elżbieta Bieńkowska
Elżbieta Ewa Bieńkowska (phát âm tiếng Ba Lan: [ɛlʐˈbʲiɛta bʲiɛɲˈkɔfska]; nhũ danh Moycho; sinh ngày 4 tháng 2 năm 1964 tại Katowice) là một chính trị gia người Ba Lan. Bà từng giữ chức vụ Phó Thủ tướng kiêm Bộ trưởng Bộ Phát triển Khu vực và Giao thông vận tải của Ba Lan trước khi được Jean-Claude Juncker đề cử làm Ủy viên Châu Âu vào năm 2014.
Bieńkowska từng là Bộ trưởng Phát triển Khu vực trong Nội các của Thủ tướng Donald Tusk từ ngày 16 tháng 11 năm 2007. Đến ngày ngày 27 tháng 11 năm 2013, bà được bổ nhiệm làm Phó Thủ tướng Ba Lan nhưng vẫn tiếp tục các nhiệm vụ trước đây của mình tại Bộ Cơ sở hạ tầng và Phát triển.

## Giáo dục
Bieńkowska nhận được bằng Thạc sĩ Ngữ văn Phương Đông ở Đại học Jagiellonian vào năm 1989. Bà cũng có bằng tốt nghiệp sau đại học tại Trường Hành chính Công Quốc gia Ba Lan và sau đó là bằng Thạc sĩ Quản trị Kinh doanh tại Trường Kinh tế SGH Warsaw.

## Sự nghiệp ban đầu
Bieńkowska bắt đầu sự nghiệp trong lĩnh vực hành chính công vào năm 1999 tại Hội đồng Thành phố Katowice với vai trò là người đứng đầu Sở Kinh tế, công việc của bà chủ yếu liên quan đến việc xúc tiến các hợp đồng khu vực. Cuối năm đó, bà được bổ nhiệm làm Giám đốc Phát triển Khu vực của Silesian Voivodeship và bà tiếp tục làm việc tại đây tới năm 2007.

## Sự nghiệp chính trị
Bieńkowska tự miêu tả mình là một người theo trường phái kỹ trị. Bà không phải là đảng viên nhưng vẫn được bầu vào Thượng viện Ba Lan vào năm 2011 với tư cách là một ứng cử viên độc lập, được ủng hộ bởi Cương lĩnh Dân sự.
Trong chính phủ của Thủ tướng Donald Tusk, Bieńkowska từng giữ vị trí Bộ trưởng Cơ sở hạ tầng và Phát triển của Ba Lan, sau đó là Phó Thủ tướng từ cuối năm 2013 đến cuối tháng 9 năm 2014. Với cương vị này, bà chịu trách nhiệm phân bổ nguồn tài trợ của Liên minh châu Âu và cơ sở hạ tầng giao thông của cả nước. Dưới sự lãnh đạo của bà, Bộ Cơ sở hạ tầng và Phát triển là bộ lớn thứ hai của Ba Lan sau Bộ Tài chính, với 1.600 nhân viên và 9 thứ trưởng. Vào tháng 2 năm 2013, bà đã giúp Ba Lan có được 105,8 tỷ euro từ ngân sách EU cho giai đoạn 2014-20.
Vào ngày 3 tháng 9 năm 2014, truyền thông công bố Bieńkowska là người ứng cử viên người Ba Lan tham gia vào Ủy ban Châu Âu, thay cho Bộ trưởng Ngoại giao Radek Sikorski, người đã phải rời khỏi vị trí này vào tháng 8 trong một nỗ lực đảm bảo vị trí Đại diện Cấp cao của Liên minh Ngoại giao và Chính sách Bảo mật .
Vào ngày 10 tháng 9 năm 2014, Juncker đã chỉ định Bieńkowska làm Ủy viên Châu Âu về Thị trường Nội bộ, Công nghiệp, Khởi sự doanh nghiệp và Doanh nghiệp vừa và nhỏ. Sau đó, vào ngày 1 tháng 11 năm 2014, bà nhậm chức trong Ủy ban Juncker.
Kể từ năm 2015, Bieńkowska là chủ tịch Nhóm Cấp cao về Nghiên cứu Quốc phòng của Ủy ban Châu Âu.

## Huân chương và sự vinh danh
- - Huân chương Công trạng của Hoàng gia Na Uy
- - Huy chương Phục vụ Lửa (Vàng), Katowice [8]

## Cuộc sống cá nhân
Bieńkowska đã kết hôn và có ba người con.